# Danil Drachevski
Danil Vasílievich Drchevski (en ruso: Даниил Васильевич Драчевский, Gobernación de Chernígov, 29 de marzo de 1858-Ádler, abril de 1918) fue un político y militar ruso.

## Biografía

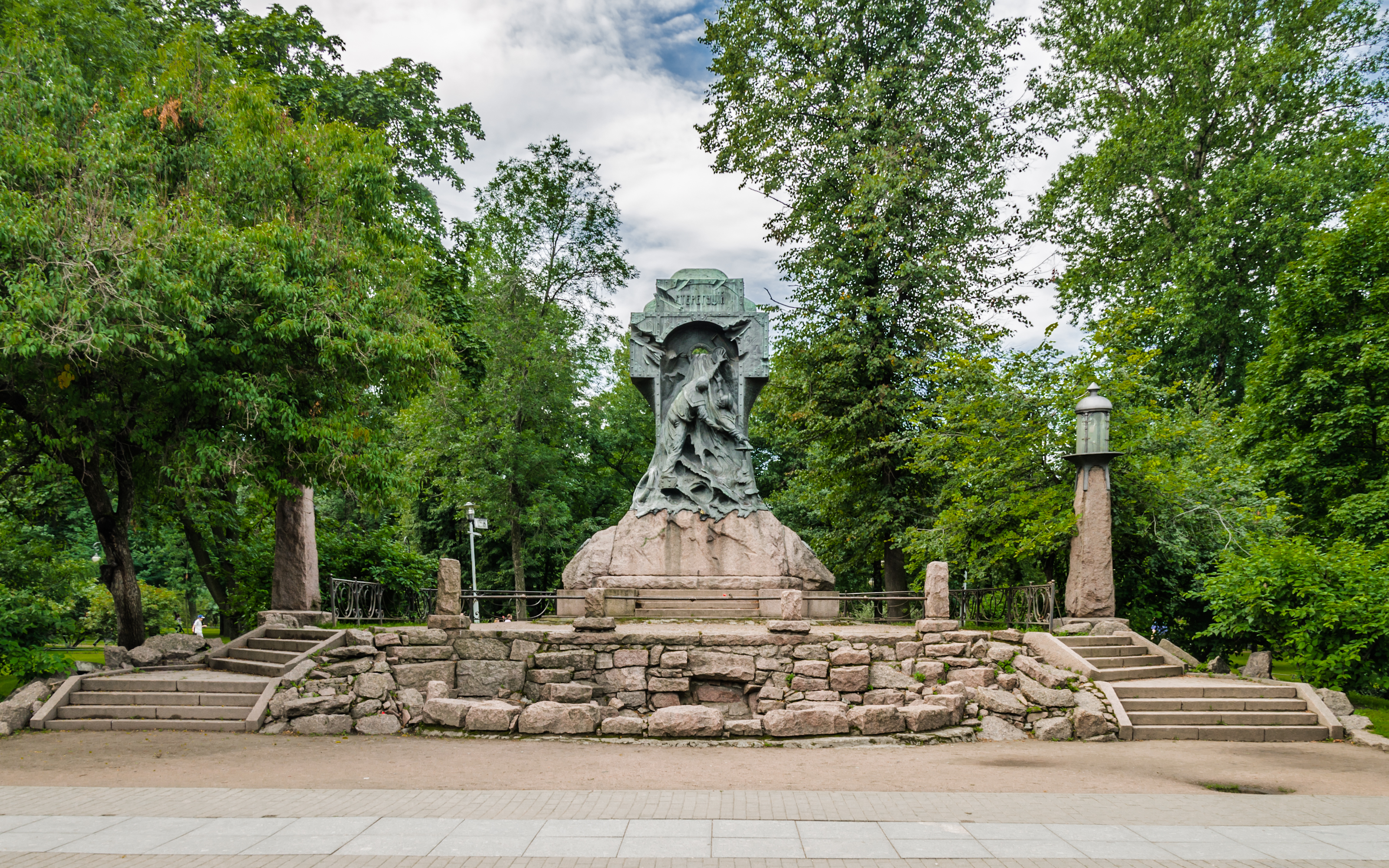
Monumento a la tripulación del destructor Steregushchi en el parque de Alejandro de San Petersburgo, erigido por instancia de Drachevski.

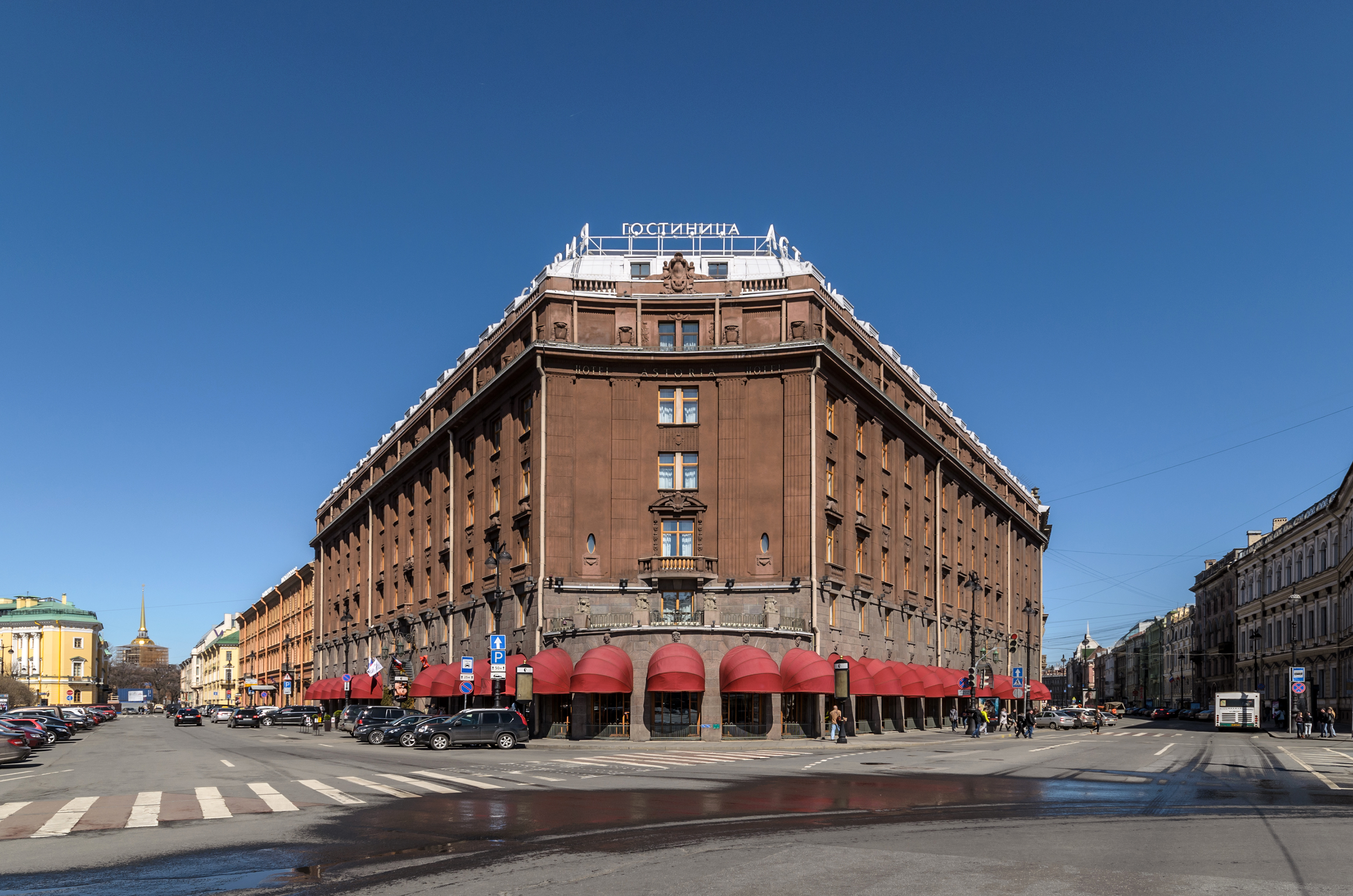
Hotel Astoria.

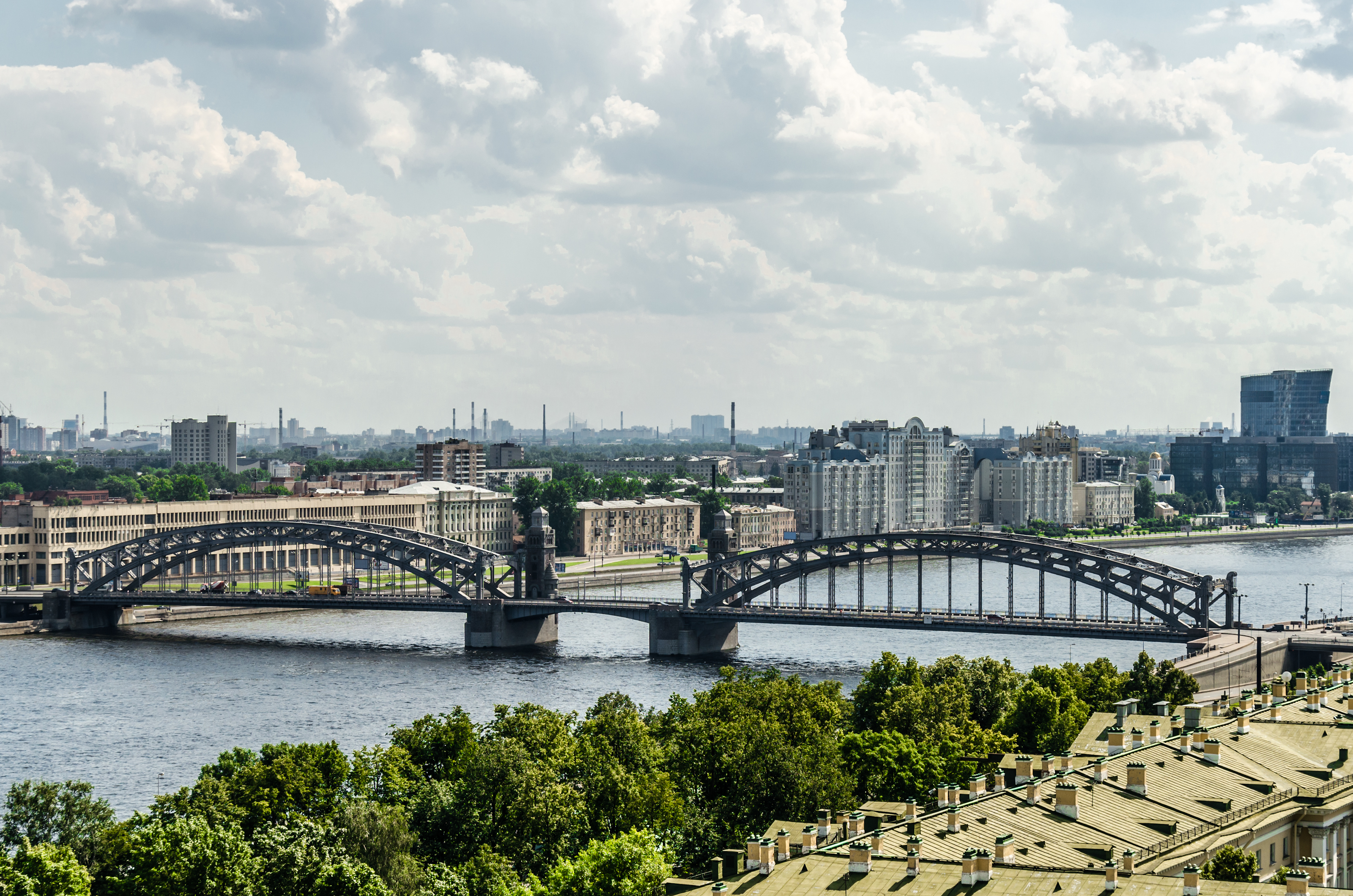
Puente Bolsheojtinski.

Nació en el seno de una familia noble de religión ortodoxa de la gobernación de Chernígov del Imperio ruso. Se graduó en el Gimnasio Militar Vladímirovski de Kiev. Tras finalizar los estudios en la Segunda Escuela Militar Konstantínovski de San Petersburgo ingresó en el ejército como práporshchik en la 9.ª Brigada de Artillería en 1877. Durante la guerra ruso-turca de 1877-1878 participó en la defensa del paso de Shipka y en la defensa de la ciudad de Elena. Fue herido y fue acogido bajo los auspicios del Comité Alejandrino para los heridos y promovido a podporúchik (18 de diciembre de 1878) y porúchik el 20 de diciembre de 1879.
Regresó a San Petersburgo en 1884 y se inscribió en la Academia del Estado Mayor de Nicolás, en la que se graduó en 1887. Fue adjuntado al Estado mayor y enviado al distrito militar de Odesa. El 7 de abril de ese año fue nombrado capitán general del Estado Mayor y enviado al Estado Mayor de la 34.ª división de la 1.ª brigada de infantería de Siberia Oriental del 4.º Cuerpo de Ejército desde el 26 de noviembre. Desde el 16 de diciembre del mismo año sirvió como ayudante del asistente mayor del Estado Mayor del Distrito militar de Odesa. Su primer mando independiente de un regimiento fue el 59.º Regimiento de Infantería de Lublin, entre el 2 de octubre de 1888 y el 7 de noviembre de 1889. Fue ascendido a podpolkóvnik el 30 de octubre de 1892 y en agosto había sido transferido como oficial superior a la dirección de la 1.ª Brigada de Infantería de Siberia Oriental. En 1893 dimitió por circunstancias familiares, permanciendo en la reserva.
En 1895 volvió al servicio y desde el 10 de junio fue puesto al mando de las secciones de infantería del Estado Mayor de la fortaleza de Kerch. El 15 de septiembre del mismo año fue nombrado oficial superior para los encargos especiales del Estado Mayor del 4 Cuerpo de Ejército y el 1 de diciembre pasó a la dirección de la 5.ª Brigada de Infantería. Se le encargó la logística de los movimientos de tropas y los transportes militares del distrito de Viazma-Ural. El 25 de noviembre de 1898 fue asociado al Estado Mayor del distrito militar de Finlandia, al cargo de nuevamente de la logística en la región. Promovido a coronel en 1898. Entre el 9 de septiembre de 1909 y el 21 de diciembre de 1905 ejerció como director de los Ferrocarriles del Estado en el Gran Ducado de Finlandia, hasta que fue ascendido a mayor general y destinado como alcalde de Rostov del Don, puesto en el que según la prensa de la época "ha sabido ganarse el amor universal y el respeto brillantemente, que en su despedida de las poblaciones de Rostov y Najicheván del Don, que ha expresado su lástima por dejar su puesto de gobernador de la ciudad de Rostov del Don".
El 9 de enero de 1907 fue nombrado alcalde la ciudad de San Petersburgo. Durante su periodo en el cargo fue acondicionado el paseo del río Ojta, se realizó la canalización del agua del Bolshói y Mali Ojta, en la isla Krestovski, se construyó el puente del Emperador Pedro el Grande y el Primer Puente del Jardín, se crea la principal central eléctrica para los tranvías de la ciudad y con ella se da comienzo al tráfico regular de los mismos, se edificó el Hotel Astoria, el Mercado de Abastos y el Mercado del Viejo Petersburgo. Se erigieron los monumentos a la tripulación del destructor Steregushchi en el parque de Alejandro y a Pedro I el Grande cerca del Nuevo Arsenal de la ciudad. Se edificó una nueva fábrica de harinas, la fábrica de hilados Nevá, y la Fábrica de Construcción de Maquinaria Y. M. Aivaz. Bajo su administración se instituyó la Unión de Cerveceros de San Petersburgo.
En julio de 1914 fue cesado del cargo y en 1915 se instruyó una causa contra Drachevski por la malversación de 150 millones de rublos de la ciudad. La instrucción no finalizó hasta la revolución de febrero de 1917 y Drachevski fue expulsado del séquito de zar, retirándose a su finca cerca de Ádler, donde moriría represaliado por el Terror Rojo en abril de 1918.
Drachevski estaba casado con Yekaterina Pávlovna Pereleshina.

## Condecoraciones
- Caballero de cuarta clase de la Orden de San Vladimiro (1877) y de tercera (1907).
- Caballero de tercera clase de la Orden de San Estanislao con espadas (1878), de segunda (1892) y de primera (29-3-1909).
- Caballero de tercera clase de la Orden de Santa Ana (1885), de segunda (1898) y de primera (14-05-1913).